# Trixoscelis flavens
Trixoscelis flavens är en tvåvingeart som beskrevs av Axel Leonard Melander 1952. Trixoscelis flavens ingår i släktet Trixoscelis och familjen myllflugor.
Artens utbredningsområde är Washington. Inga underarter finns listade i Catalogue of Life.